# П'ять братів
П'ять Браті́в — ботанічна пам'ятка природи місцевого значення в Україні. Об'єкт природно-заповідного фонду Харківської області.
Розташована на території Золочівського району Харківської області, на захід від села Рідний Край (урочище Шапарське).
Площа 0,15 га. Статус отриманий у 1984 році. Перебуває у віданні ДП «Жовтневе лісове господарство»
(Золочівське л-во, кв. 62, вид. 7).
Статус надано для збереження дуба звичайно з п'ятьма стовбурами, що виросли від одного пенька. Вік дерева понад 200 років.

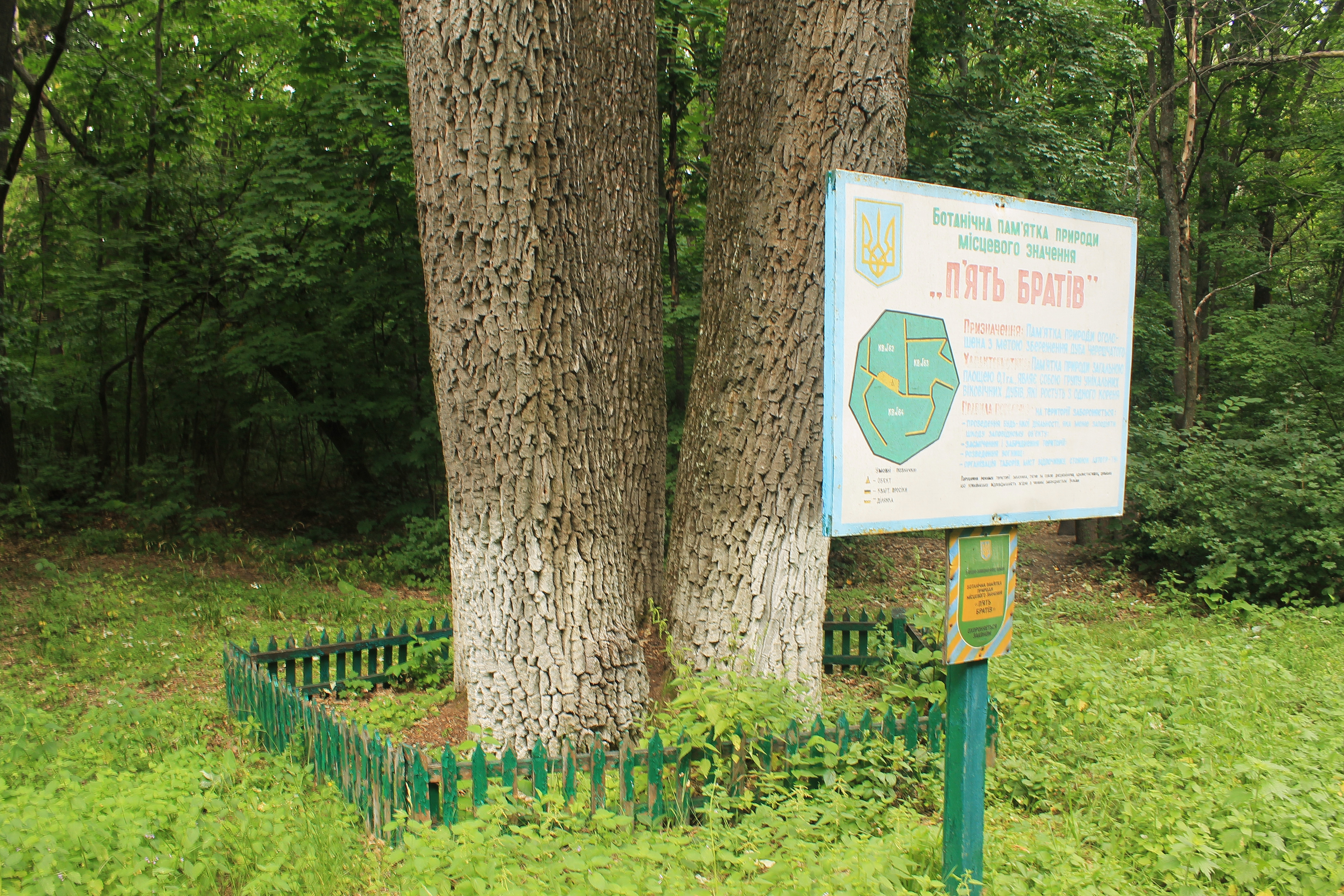
Дуб «П'ять братів»